# Лулис, Уве
Уве Лулис (нем. Uwe Lulis), 6 декабря 1965 г., Германия)) — немецкий гитарист, композитор и продюсер. Известен своим участием в немецких хэви-метал группах Grave Digger, Rebellion, а с 2015 года — как новый гитарист известной немецкой метал-группы Accept.

## Биография
В 90-х годах он попал в серьезную аварию на своем мотоцикле с долгими последствиями — Уве перенес 13 операций на ноге и провел на костылях в общей сложности около 4-х лет.
В апреле 2015 года Уве, наряду с новым американским барабанщиком Кристофером Уильямсом, становится новым участником группы Accept, заменив ушедших в конце 2014 года Германа Франка и Штефана Шварцманна соответственно.
До того Уве также 2 года исполнял обязанности гитарного техника Вольфа Хоффманна.
Участвовал как гостевой музыкант при записи альбома Unification группы Iron Savior, в частности, сыграл соло в песне The Battle. Продюсирует многие немецкие метал-группы.
Также занимается написанием музыки к различным немецким фильмам.

## Дискография

### Grave Digger
- Stronger Than Ever (1986)
- The Reaper (1993)
- Heart of Darkness (1995)
- Tunes of War (1996)
- Knights of the Cross (1998)
- Excalibur (1999)

### Rebellion
- Shakespeare's Macbeth - A Tragedy in Steel (2002)
- Born a Rebel (2003)
- Sagas of Iceland - The History of the Vikings - Volume I (2005)
- Miklagard - The History of the Vikings - Volume II (2007)
- The Clans Are Marching (2009)
- Arise: From Ginnungagap to Ragnarök - The History of the Vikings Volume III (2009)

### Giftdwarf
- Giftdwarf (2011)

### Accept
- The Rise of Chaos (2017)
- Too Mean to Die (2021)